# گانگسیبونگ
گانگسیبونگ (به لاتین: Gangssibong) یک کوه در کره جنوبی است که در استان گیئونگی واقع شده‌است. گانگسیبونگ ۸۳۰ متر بالاتر از سطح دریا واقع شده‌است.